# HK Berkut
Der HK Berkut (ukrainisch ХК Беркут) ist ein ukrainischer Eishockeyklub aus Browary, der seit zwischen 2011 und 2013 an der Professionellen Hockey-Liga teilnahm. Der Klub trägt seine Heimspiele meist im TRZ Terminal aus, das 1.500 Zuschauern Platz bietet. Einzelne Spiele werden im 6.850 Zuschauer fassenden Sportpalast Kiew ausgetragen.

## Geschichte
Zwischen 1997 und 2002 existierte ein Eishockeyverein namens HK Berkut Kiew, der an der East European Hockey League teilnahm und mehrfach ukrainischer Meister wurde. 2002 wurde dieser Verein aufgrund finanzieller Probleme aufgelöst.
2004 wurde unter dem Namen HK Berkut eine Amateurmannschaft gegründet, die ab 2005 an der zweiten Spielklasse (Division B) der Ukraine teilnahm. Seit der Saison 2005/06 spielte diese Mannschaft, die sich vor allem aus Ex-Profis zusammensetzte, in der höchsten Spielklasse der Ukraine und wurde 2006, 2007, 2008 und 2010 Vizemeister.
2013 zog der Verein seine Profimannschaft vom Spielbetrieb zurück.